# Cordana johnstonii
Cordana johnstonii är en svampart som beskrevs av M.B. Ellis 1971. Cordana johnstonii ingår i släktet Cordana, divisionen sporsäcksvampar och riket svampar.   Inga underarter finns listade i Catalogue of Life.